# Świadkowie Jehowy na Wyspie Świętej Heleny

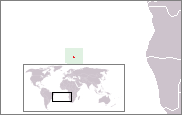
Wyspa Świętej Heleny na mapie południowej części Oceanu Atlantyckiego

Świadkowie Jehowy na Wyspie Świętej Heleny – społeczność wyznaniowa na Wyspie Świętej Heleny, należąca do ogólnoświatowej wspólnoty Świadków Jehowy, licząca w 2023 roku 125 głosicieli, należących do 3 zborów. Na jednego głosiciela tego wyznania przypada około 35 mieszkańców – najmniejsza liczba na świecie. Na dorocznej uroczystości Wieczerzy Pańskiej w 2023 roku zgromadziło się 314 osób (ok. 7% mieszkańców wyspy). Miejscowe zbory korzystają z Sal Królestwa w Half Tree Hollow, Levelwood i Longwood. W pobliżu Jamestown znajduje się Sala Zgromadzeń. Działalność miejscowych głosicieli koordynuje południowoafrykańskie Biuro Oddziału.

## Historia
W roku 1933 na krótko odwiedziło wyspę dwóch pionierów Świadków Jehowy. Nowym wyznaniem zainteresował się Tom Scipio, policjant i diakon Kościoła baptystów. Wkrótce opuścił ten Kościół wraz z grupą ok. 10 innych jego członków. Potem otrzymali z nowojorskiego Biura Świadków Jehowy gramofony i płyty z nagranymi wykładami religijnymi. Nowi wyznawcy przemierzali wyspę i odtwarzali te nagrania. W roku 1948 na wyspie działało 10 głosicieli.
W 1951 roku przyjechał na wyspę (na rok) pierwszy przedstawiciel Towarzystwa Strażnica, Południowoafrykańczyk Jacobus van Staden. Z czasem utworzono dwa zbory: jeden w Levelwood, a drugi w Jamestown.
W 1958 roku George Scipio (syn Toma Scipio, jedyny dentysta na wyspie) reprezentował Wyspę Świętej Heleny w dwuminutowym wystąpieniu na kongresie międzynarodowym pod hasłem „Wola Boża” w Nowym Jorku. Liczba głosicieli szybko rosła i w 1998 roku było ich już 160. W 1999 roku powstał trzeci zbór. Później wielu opuściło wyspę, przenosząc się w inne miejsca. Na Wyspie Świętej Heleny działa około 115 Świadków Jehowy, a na uroczystość Wieczerzy Pańskiej (Pamiątkę) corocznie przybywa 6–10% mieszkańców wyspy.